# Йован Джорджевич
Йован Джорджевич (серб. Јован Ђорђевић; 13 листопада 1826, Сента — 9 квітня 1900, Белград) — сербський письменник, історик і театрознавець. Прославився насамперед через написання тексту сербського національного гімну.
Обіймав посаду міністра просвіти, був професором історії Белградського університету, редактором газет і журналів.
За його ініціативою в 1861 році був створений Сербський народний театр в Новині-саду — перший сербський театр. З 1868 року очолював белградський Народний театр (відкритий в 1869 році), тоді ж організував акторську школу. Завдяки Джорджевичу в 1870 році в Сербії уперше був ухвалений закон про театр.
Писав статті про театр, перекладав п'єси з угорської і німецької мов.